# Долинск
Долинск (рус. Долинск) град је у Русији у Сахалинској области. Према попису становништва из 2010. у граду је живело 12200 становника.

## Становништво
| 1959.  | 1970.  | 1979.  | 1989.  | 2002.  | 2010.  |
| ------ | ------ | ------ | ------ | ------ | ------ |
| 14.802 | 13.744 | 14.776 | 15.653 | 12.555 | 12.200 |